# Inoue Kazuma
Kazuma Inoue (sinh ngày 9 tháng 1 năm 1990) là một cầu thủ bóng đá người Nhật Bản.

## Sự nghiệp câu lạc bộ
Kazuma Inoue đã từng chơi cho YSCC Yokohama.